# Eichen-Leberreischling
Der Eichen-Leberreischling (Fistulina hepatica), oft nur Leberreischling, auch Leberpilz oder Ochsenzunge genannt, ist ein Porling aus der Familie der Leberreischlingsverwandten (Fistulinaceae).

## Merkmale

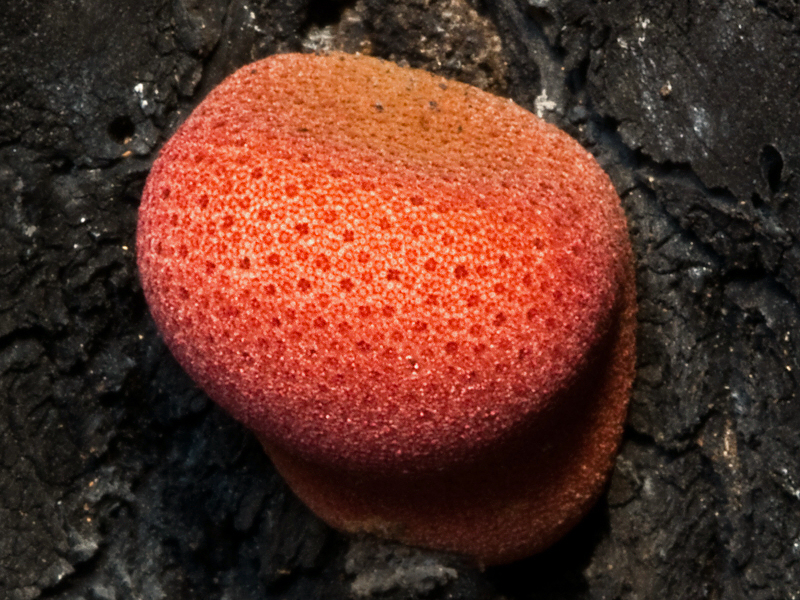
Junger, knubbeliger Fruchtkörper eines Leberreischlings

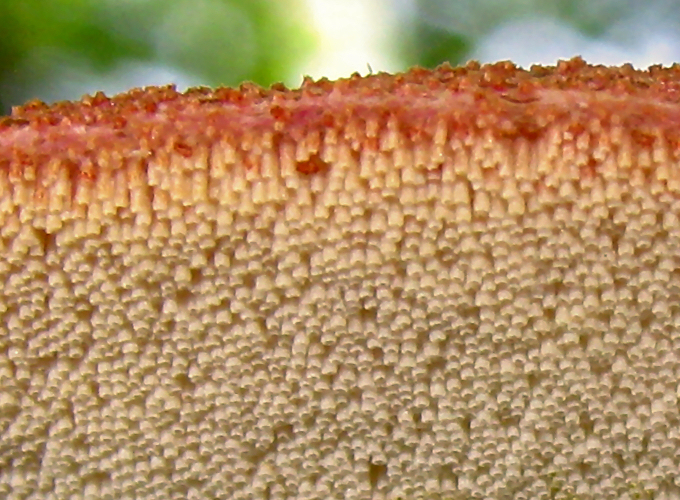
Gelbliche, freie und divers lange Röhren des Leberreischlings

### Makroskopische Merkmale
Der konsolenförmige Fruchtkörper des Eichen-Leberreischlings ist etwa 25–30 cm breit, 6–8 cm dick und besitzt einen glatten Rand. Bei größeren Exemplaren kann der Fruchtkörper gelappt sein, so dass der Rand leicht wellig erscheint. Ein Stiel ist nur unregelmäßig vorhanden. Wenn er ausgebildet wird, ist er kurz und dick, abwärts gerichtet und geht nahtlos in den Hut über. Oberhalb des Stiels sitzt manchmal noch ein zweiter, deutlich kleinerer Fruchtkörper, der an einen „kleinen Erker“ erinnert. Die Oberfläche ist bei sehr jungen Exemplaren leuchtend blutrot und nimmt später eine dunkelrotbraune Farbe an, weshalb der Pilz auch Leberpilz genannt wird. Die papillöse Huthaut sondert im jungen Entwicklungsstadium tropfenweise ein rötliches, schleimig-harziges Sekret ab, weshalb die Hutoberfläche vor allem bei feuchter Witterung schleimig, sonst eher klebrig beschaffen ist.
Die Unterseite der Fruchtkörper ist weißlich bis gelblich und im Alter dunkel gefärbt. Das Hymenophor besteht aus sehr kleinen, 10–15 mm langen und nicht miteinander verwachsenen, zylindrischen Röhrchen, die sich bei Reife sternförmig öffnen. An den Innenwänden der Röhrchen reifen hellbraune Sporen heran. Das Fleisch ähnelt aufgrund der geaderten Maserung stark rohem Fleisch. Dies spiegelt sich im Namen Ochsenzunge bzw. Leberpilz wider; im englischen Sprachraum heißt der Pilz „Beefsteak Fungus“, womit gleichzeitig ein Hinweis auf die Essbarkeit gegeben wird. Es ist zunächst fest, bei älteren Exemplaren ledrig, dunkelrot gefärbt und wird der Länge nach von helleren Fasern durchzogen. Darin ist eine rötliche, säuerliche Flüssigkeit enthalten, die auf Druck oder bei Verletzung austritt. Der Geruch ist angenehm pilzig-fruchtig. Die Fruchtkörper enthalten sehr viel Feuchtigkeit und sind deshalb relativ schwer.

### Mikroskopische Merkmale
Die inamyloiden Sporen sind eiförmig (ovoid) und besitzen eine glatte Oberfläche. Ihre Größe beträgt etwa 5,0×3,5 Mikrometer.
Wird das Myzel unter dem Mikroskop betrachtet, zeigen sich monomitische Hyphen mit Schnallen und Septen, und es gibt gloeoplere Hyphen, das heißt, sie weisen im Zytoplasma öltröpfchenähnliche Einschlüsse auf. Im Hymenium fehlen echte Zystiden. An den keulenförmigen Basidien befinden sich je 4 Sterigmen, so dass 4 Sporen pro Basidie gebildet werden. Die vom Myzel primär zur Überdauerung gebildeten Chlamydosporen haben stark verdickte Zellwände und sind überwiegend länglich geformt.

## Artabgrenzung

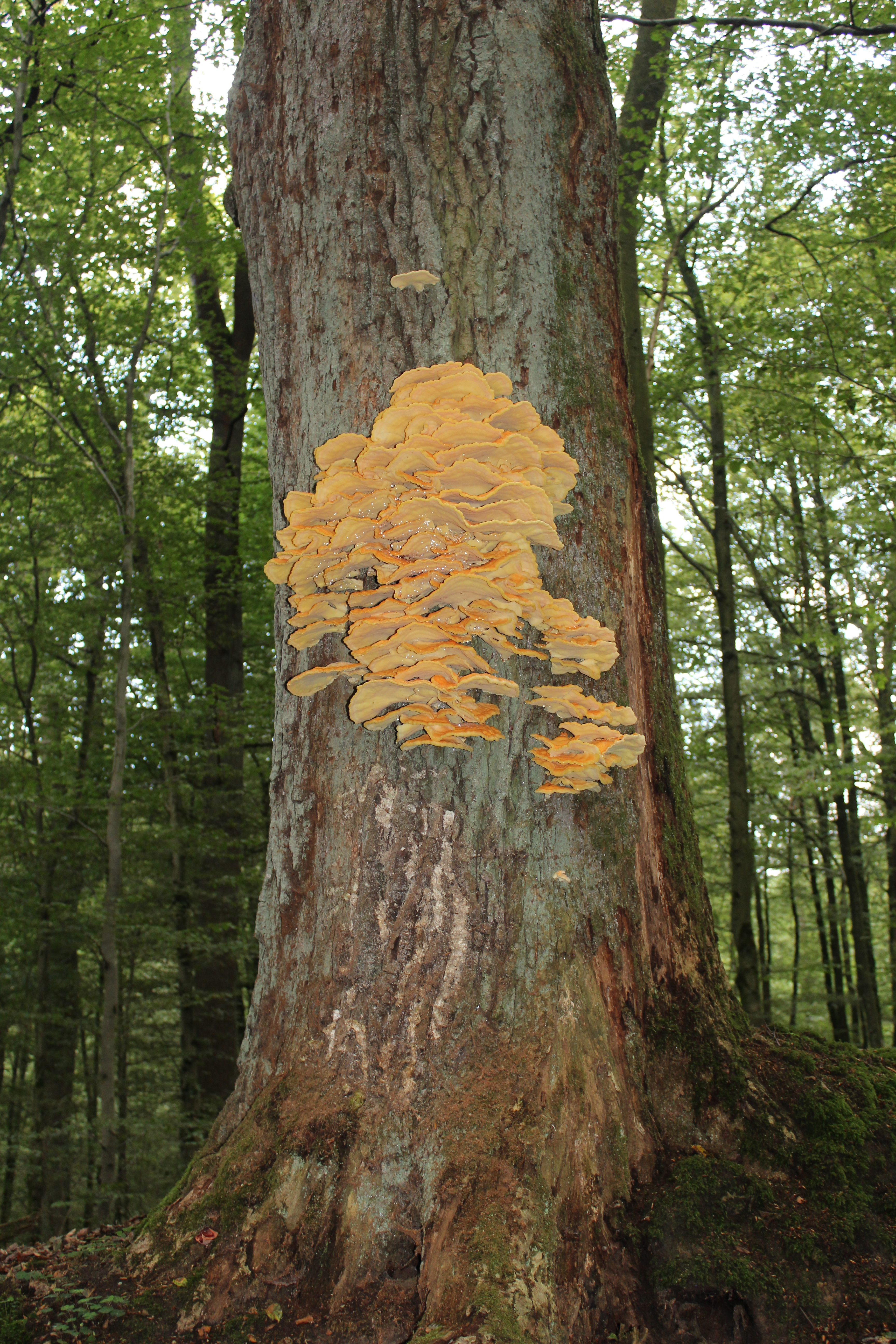
Gemeinsamer Befall von Schwefelporling und Ochsenzunge (unten links) an einer Eiche

Aufgrund ihres charakteristischen Aussehens gibt es eigentlich keine Verwechslungsmöglichkeiten. Das sehr wirtsspezifische Vorkommen verringert ebenfalls die Wahrscheinlichkeit einer Fehlbestimmung. Sehr junge Exemplare können Ähnlichkeit mit dem Schwefelporling aufweisen. Dieser bildet im Unterschied zur Ochsenzunge flache, dachziegelartig übereinander angeordnete Konsolen aus. Ebenfalls nur in sehr jungem Stadium wäre eine Verwechslung mit Harzporlingen der Gattung Ischnoderma denkbar. Eine Unterscheidung ist mit Hilfe einer Lupe möglich: die Unterseite weist bei diesen keine einzeln stehenden Röhrchen auf, sondern miteinander verwachsene Röhren. Als weitere ähnliche Art wird der Zimtfarbige Weichporling genannt, wobei dieser sich aber in seiner blass-bräunlichen Farbe sowie der geringeren Größe von der Ochsenzunge unterscheidet. Auch wenn verschiedene Baumpilze Gemeinsamkeiten in Farbe, Habitus und Lebensweise mit der Ochsenzunge haben, besitzen sie jeweils deutlich unterscheidende Merkmale. So ist zum Beispiel die Hutoberfläche des Zottigen Schillerporlings stark filzig behaart; die Zinnobertramete ist kleiner, holzig-hart, und die Poren sind länglich-eckig; die harzige Kruste von Rotrandigem Baumschwamm und Glänzendem Lackporling ist durch verschiedenfarbige Zuwachsränder gezont und schmilzt bei Erhitzung durch eine Flamme. Eine rote bis dunkelrote Varietät der Rötenden Tramete (Daedaleopsis confragosa var. tricolor) hat eine ähnliche Hutfarbe wie der Leberreischling, ansonsten weisen die Fruchtkörper keine Gemeinsamkeiten auf (die Rötende Tramete var. tricolor wird nur etwa 1 Zentimeter dick, hat Lamellen und wächst dachziegelig) und bevorzugen andere Wirte und Habitate.

## Ökologie

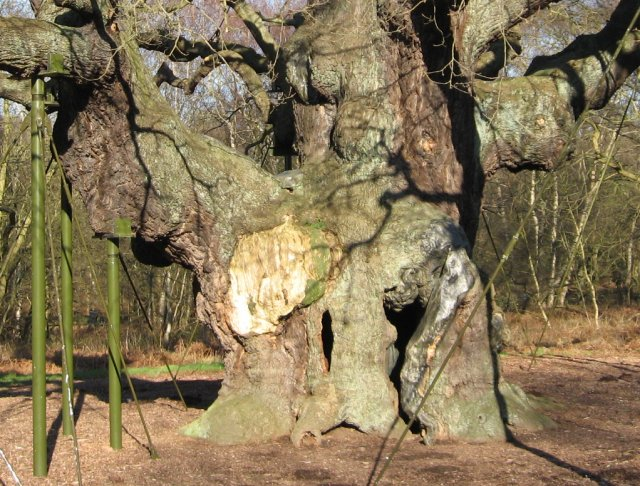
Diese alte, hohle Eiche im Sherwood Forest ist vom Leberreischling befallen.

Der Eichen-Leberreischling ist ein Xylobiont und lebt als Schwächeparasit fast ausschließlich an Eichen, selten auch an Edelkastanien oder noch seltener an anderen Laubgehölzen wie Walnuss oder Esche. Verletzungen der Baumrinde dienen den Sporen als Eintrittspforte. Im Inneren des Stammes breitet sich der Pilz parasitisch aus, wobei er anfangs seinen Wirt kaum schädigt, da dessen Lebensvorgänge unbeeinträchtigt bleiben. Betroffen ist nur das – ohnehin tote – Kernholz des Zentralzylinders. Diese Holzzersetzung geschieht sehr langsam, indem der Pilz das gerbstoffhaltige Kernholz abbaut, wobei die Tannine aus den Parenchymzellen verwertet werden. Das so zersetzte Holz zeigt schließlich Braunfäule. Da dieser Prozess langsam vor sich geht und aufgrund des bevorzugten Tanninabbaus die strukturgebenden Holzbestandteile Cellulose und Hemizellulosen fast gar nicht angegriffen werden, sind von der Ochsenzunge befallene Bäume noch lange bruchsicher und standfest; erst spät kommt es zu Würfelbruch.
Der einjährige Fruchtkörper erscheint im Juni/August bis Oktober/November meist am unteren Abschnitt des Stammes. Anfangs schiebt er sich wie eine Zunge aus dem Stamm, bei ausgewachsenen Exemplaren steht der Fruchtkörper als halbrunde oder fächerförmige Konsole von der Anwachsstelle ab. Die im Pilzfleisch enthaltene rötliche Flüssigkeit färbt durch Einlagerung in Parenchymzellen das Stammholz dunkel-rotbraun, dies wird als Hartröte oder auch umgangssprachlich als Schokoladenholz bezeichnet. In den meisten Fällen wird nur ein Fruchtkörper pro befallenen Baum ausgebildet. Auch an bereits abgestorbenen Eichen und ihren Stubben wird der Eichen-Leberreischling gefunden. Er lebt dann saprobiontisch, das heißt, als Totholzzersetzer.
Selten tritt der Pilz in seiner anamorphen Form auf. Diese polsterförmigen, imperfekten beziehungsweise Konidienfruchtkörper werden mit dem wissenschaftlichen Namen Ptychogaster hepaticus (Sacc.) Lloyd bezeichnet. Synonym dazu und aktuell gültig ist der Anamorphen-Name Confistulina hepatica (Sacc.) Stalpers 1983. (Anmerkung: Der Name „Confistulina“ bezeichnet auch eine Teleomorphen-Gattung aus der Familie der Fistulinaceae.) Ungewöhnlich ist, dass die Nebenfruchtform des Eichen-Leberreischlings sowohl Konidien als auch Chlamydosporen bilden kann, wobei letztere in bestimmten Zellen des Wirtes, den Fasertracheiden, überdauern.

## Verbreitung
Der Eichen-Leberreischling hat nahezu eine kosmopolitische Verbreitung und kommt in Europa bevorzugt in thermophilen Laubmischwäldern vor, besonders auf kalkhaltigen Böden. Sein Verbreitungsgebiet folgt dem der Eiche beziehungsweise Edelkastanie. In Deutschland ist das Vorkommen der Ochsenzunge nicht häufig, aber zerstreut verbreitet. Die Häufigkeit variiert regional und zeigt mancherorts eine geringe Rückgangstendenz. Dennoch sollte dieser Pilz geschont werden, da aufgrund der rückläufigen Fläche naturnaher Eichenwälder (in einem forstwirtschaftlich genutzten Wald sowie in Parks werden kranke Bäume und Totholz – die Wirte des Eichen-Leberreischlings – entfernt) eine Gefährdung der Art anzunehmen ist. In der Roten Liste Deutschlands ist die Art nicht enthalten, allerdings wird sie in Österreich als gefährdet eingestuft (RLÖ3). Auch in verschiedenen anderen europäischen Staaten gilt die Art als bedroht.
Außerhalb Europas ist dieser Pilz in Nordamerika heimisch, in Südamerika, wo zu seinen Wirtsgehölzen die Scheinbuchen (Nothofagus) zählen, sowie in den subtropischen Bergwäldern Indiens. Außerdem gibt es Bestände in Australien, die auf Eukalyptus wachsen. In einer internationalen Roten Liste gibt es keinen Eintrag zu Fistulina hepatica.
Mangels Eichen und Rotbuchen befällt die Ochsenzunge auf den kanarischen Inseln (La Palma) Lorbeerbäume.

## Bedeutung

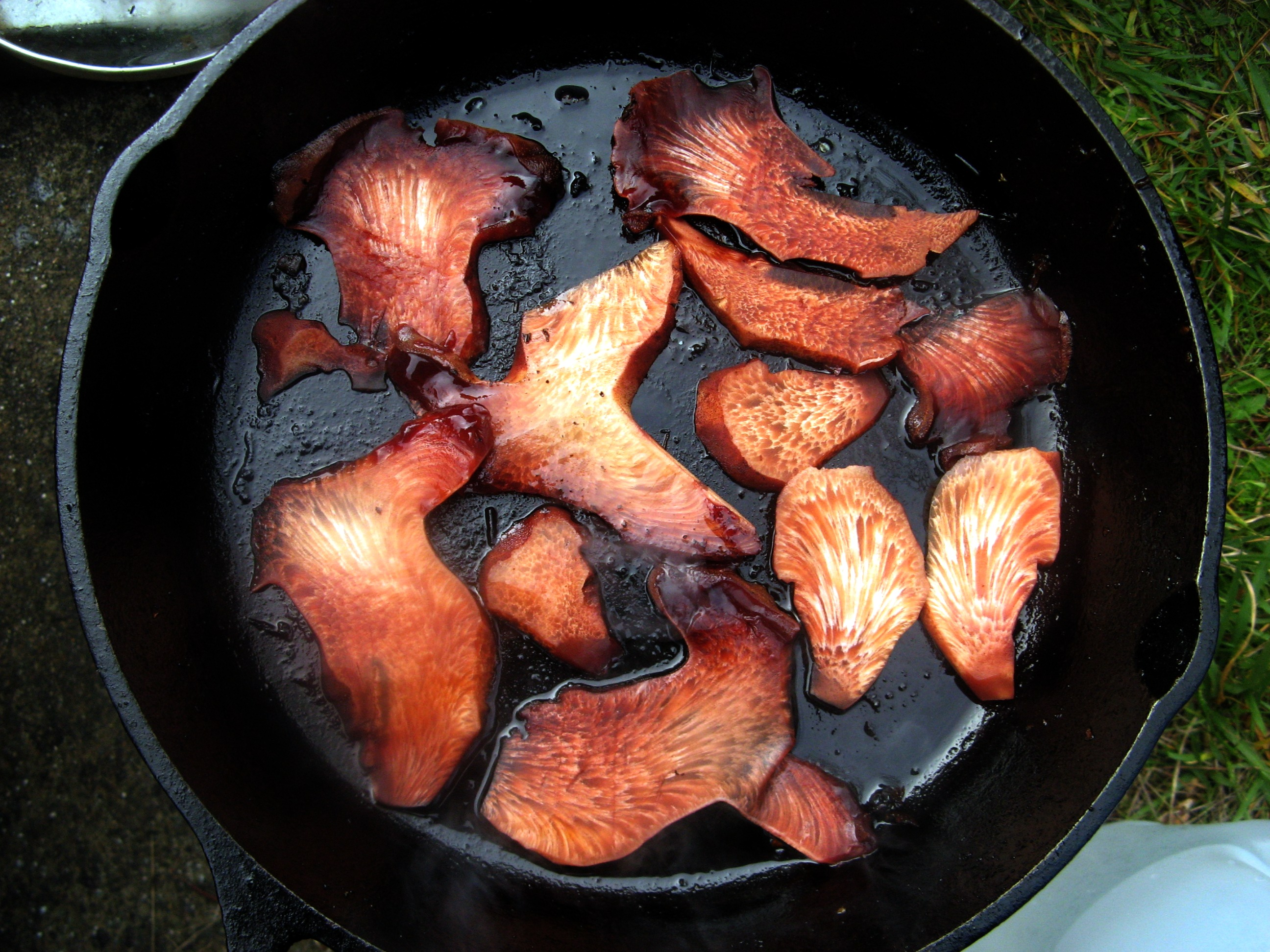
Junge Leberreischlinge bei der Zubereitung in der Pfanne

Die Bedeutung des Eichen-Leberreischlings als Holzzersetzer ist wegen der Langsamkeit dieses Prozesses gering. Die Verwertbarkeit des Kernholzes ist einerseits durch die Verfärbung vermindert, andererseits ist es gerade dadurch für einige Möbeltischlerarbeiten begehrt. Ist es jedoch bereits zur braunfäulebedingten Holzzersetzung gekommen, ist das Holz nicht mehr verwertbar.
Ökologisch gilt die Ochsenzunge als schwacher Naturnähezeiger. Die Eigenschaft dieses Pilzes, Gerbsäure abzubauen, die der Baum eigentlich als Schutz vor Parasiten einlagert, kann es anderen Xylobionten erleichtern, das Holz zu besiedeln und auch durch Zersetzung zu schwächen. Ein solches Beispiel ist der Klapperschwamm, der häufig gemeinsam mit dem Eichen-Leberreischling oder als sein Nachfolgepilz bevorzugt Eichen oder Edelkastanien an deren Basis besiedelt.
Die Ochsenzunge ist jung essbar, jedenfalls ungiftig; allerdings trotz des fleischähnlichen Aussehens durchgeschnittener Fruchtkörper unangenehm sauer. Ältere Exemplare werden zäh und „holzig“. Sie kann auf verschiedene Arten zubereitet werden und soll sogar roh verzehrt werden können, zählt jedoch nicht zu den wertvollen Speisepilzen. Durch den hohen Gehalt an Gerbstoffen ist der Pilz schwer verdaulich und schmeckt säuerlich. In der Vergangenheit galt der Eichen-Leberreischling im angelsächsischen Sprachraum als poor men’s beefsteak, also Fleisch des armen Mannes, weil er in den Wäldern reichlich gefunden wurde und in der Pfanne gebraten als Fleischersatz diente.

## Systematik

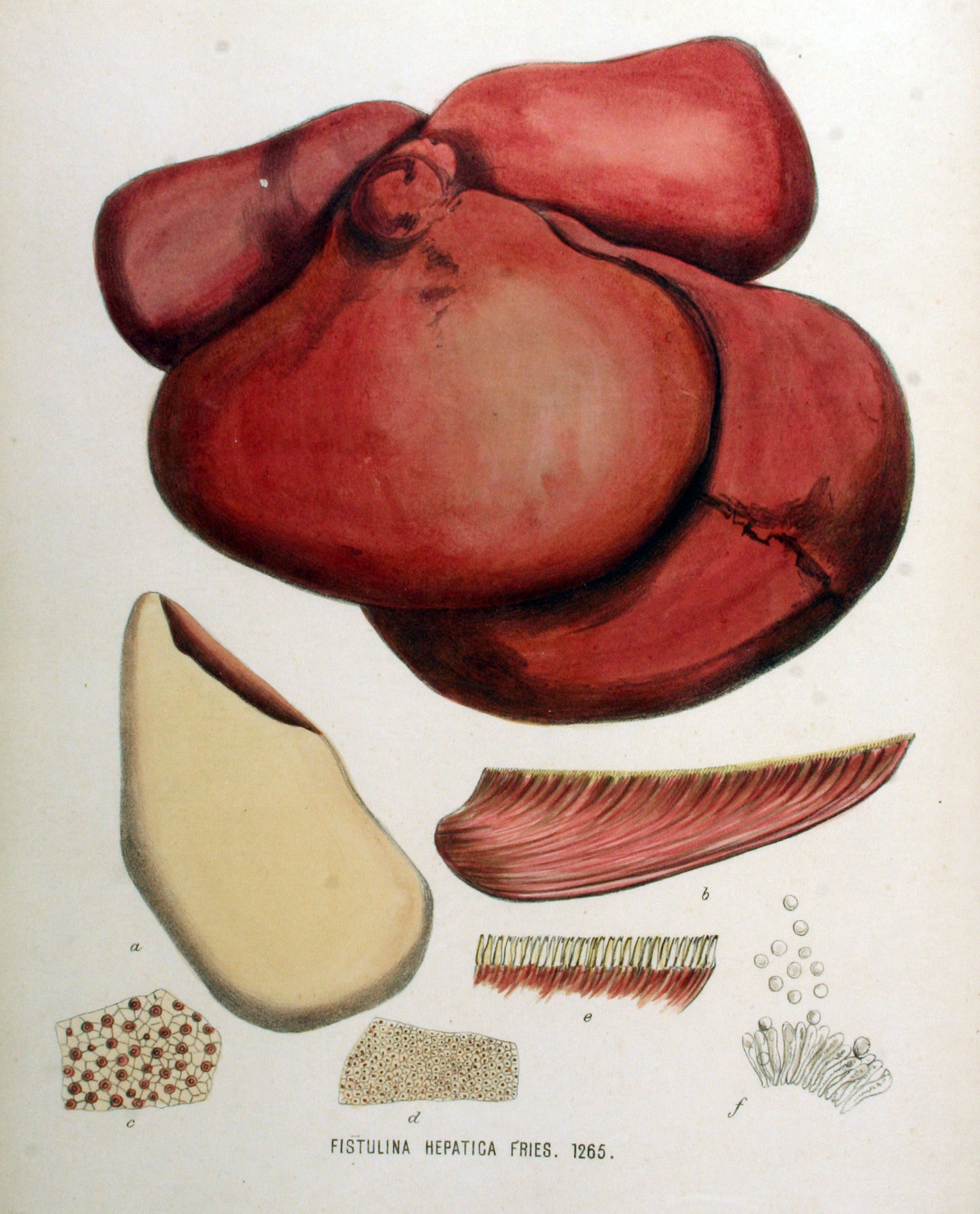
Farbtafel aus Jan Kops „Flora Batava 16“ (1881)

Die wissenschaftliche Klassifizierung der Ochsenzunge ist noch nicht abschließend geklärt. Traditionell wurde die Gattung Fistulina zu den Nichtblätterpilzen (Aphyllophorales) gestellt. Nach neueren Erkenntnissen ist sie wohl nicht – wie früher angenommen – mit den Stielporlingen (Polyporus) verwandt. Die Ochsenzunge wird also nicht zur Ordnung der Stielporlingsartigen (Polyporales) gezählt, sondern wird in die Ordnung der Champignonartigen (Agaricales) gestellt. Einige Autoren – so zum Beispiel Dörfelt und Jetschke – stellen die Art jedoch in eine eigene Ordnung Fistulinales. Weiterhin ist versucht worden die Ochsenzunge – wegen ihrer freistehenden Röhren – zu den Cyphellaceae s. l. (beziehungsweise zu den schüsselförmigen Agaricales [Singer 1986]) oder auch zu den Cantharellales einzuordnen. Moncalvo (2002) hat anhand von rDNS-Analysen eine enge Verwandtschaft zwischen Fistulina, Schizophyllum und Porodisculus pendulus festgestellt, die er daher zu einer monophyletischen Gruppe zusammenfasst. Diese gehört sicher zu den euagarics. Eine weitere Studie von Matheny (2006) bestätigte diese Verwandtschaft, fasst jedoch die Gattungen Fistulina (einschließlich Pseudofistulina als F. pallida), Porodisculus und Schizophyllum als monophyletische Familie Schizophyllaceae zusammen und ordnet sie in die „Marasmioid clade“ ein, eine der sechs Hauptkladen der Agaricales. Zur Familie der Fistulinaceae gehören ebenfalls die Gattungen Confistulina und Pseudofistulina. Fistulina hepatica ist die einzige in Europa heimische Art der Gattung Fistulina, außerdem kommt sie kosmopolitisch vor. Weitere Arten sind Fistulina africana (Südafrika), F. guzmanii (Mexiko) sowie F. spiculifera (Australien/Neuseeland). Eine im tropischen Brasilien gefundene Art (Fistulina brasiliensis; sowie unter verschiedenen Synonymen beschrieben) ist mittlerweile als eigene Gattung unter dem wissenschaftlichen Namen Pseudofistulina radicata anerkannt. Alle weiteren Binomen sind entweder Synonyme für Fistulina hepatica oder für Pseudofistulina radicata. Versuche, im Habitus geringfügig abweichende Exemplare in Südamerika als eigenständige Arten zu erklären, sind abgelehnt worden, da sich ihr Artstatus nach neueren Untersuchungen als haltlos erwiesen hat; es handelt sich um Fistulina hepatica, die je nach Standortbedingungen und Substrat in der Farbe variiert. Es handelte sich um Exemplare, die an Nothofagus-Arten wuchsen und als F. endoxantha und F. antarctica publiziert worden waren. Dennoch schwanken in der Literatur die Angaben zur Anzahl der Arten. So spricht beispielsweise das „Dictionary of the Fungi“ von 8 Arten in 3 Gattungen, Mycobank lässt 6 Arten (davon 4 in der Gattung Fistulina plus die Anamorphen-Gattung Confistulina) zu und bezeichnet alle anderen als Synonyme, während es laut Dörfelt und Jetschke nur 3 Arten (plus die südamerikanische Gattung Pseudofistulina) gibt. In der Vergangenheit ist die Ochsenzunge von vielen europäischen Autoren unter unterschiedlichen Namen beschrieben worden, beispielsweise als Boletus hepaticus Schaeffer 1774 (dies ist das Basionym, Quelle:), Buglossus quercinus Wahlenberg 1820, Boletus buglossum Rezius 1769 (wahrscheinlich älteste Beschreibung) und Agarico-carnis lingua-bovis Paulet 1793. Bezüglich der Erstbeschreibung nennt Krieglsteiner (2000) Bulliard (als Fistulina buglossoides Bulliard 1790).